# Municipio de Au Train
El municipio de Au Train (en inglés: Au Train Township) es un municipio ubicado en el condado de Alger en el estado estadounidense de Míchigan. En el año 2010 tenía una población de 1.138 habitantes y una densidad poblacional de 2,66 personas por km².

## Geografía
El municipio de Au Train se encuentra ubicado en las coordenadas 46°21′20.8″N 86°45′50.56″O / 46.355778, -86.7640444. Según la Oficina del Censo de los Estados Unidos, el municipio tiene una superficie total de 428,6 km² (165,5 mi²), de la cual 367,9 km² (142 mi²) corresponden a tierra firme y 60,7 km² (23,4 mi²) (14.17%) es agua.

## Demografía
En el 2000 la renta per cápita promedia del hogar era de $40.331, y el ingreso promedio para una familia era de $42.857. El ingreso per cápita para la localidad era de $18.751. En 2000 los hombres tenían un ingreso per cápita de $36.563 contra $24.844 para las mujeres. Alrededor del 10.20% de la población estaba bajo el umbral de pobreza nacional.